# Corazón con las manos

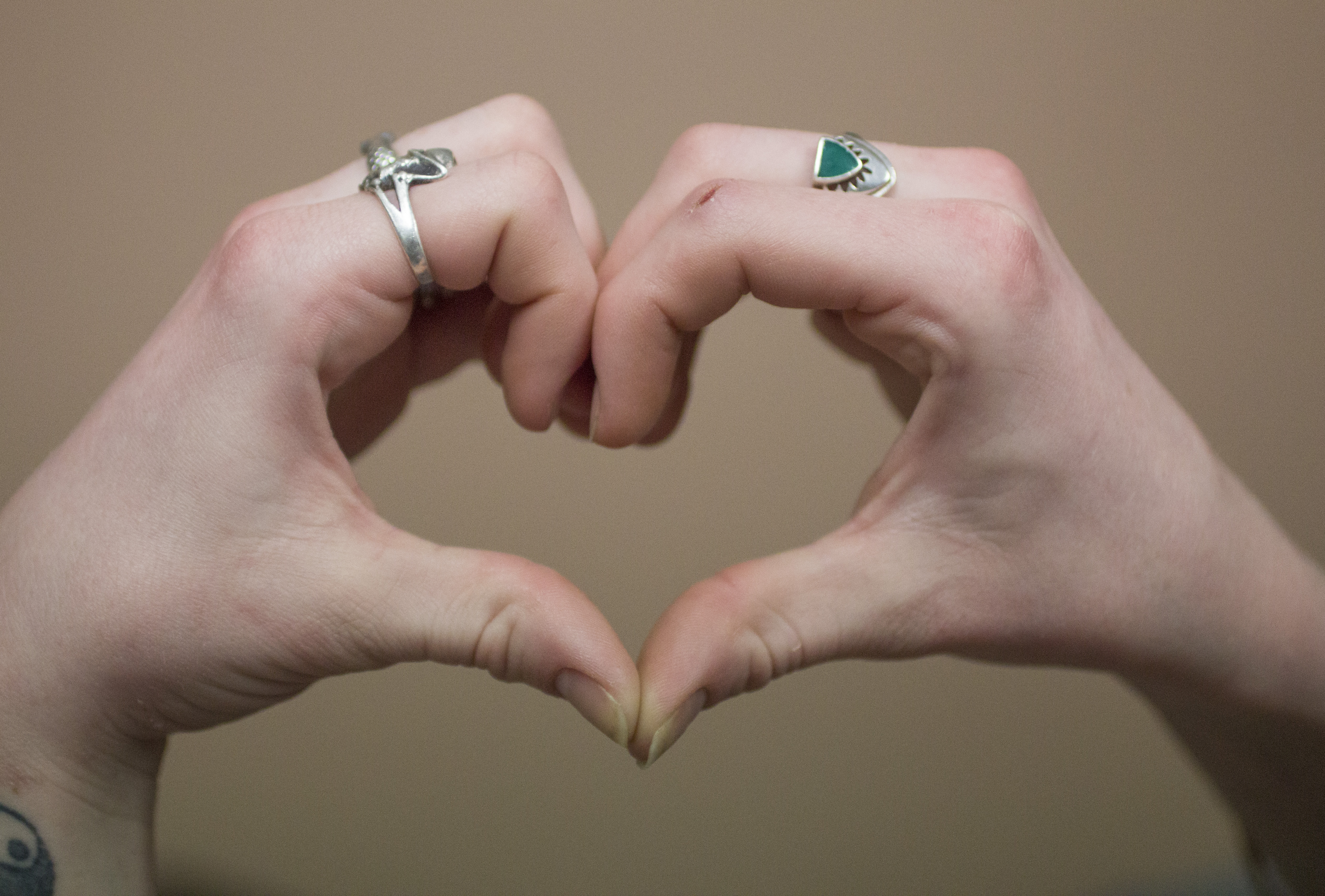
Corazón con las manos.

Un corazón con las manos es un gesto realizado cuando una persona crea una forma de corazón utilizando sus dos manos. Este tipo de gestos es muy común y popular entre la generación milenial, a partir de la década de 2000.
El gesto del corazón con las manos al revés tiene su origen en 1989, cuando el artista italiano Maurizio Cattelan creó una imagen de arte del gesto como su primera obra, a la que llamó Sintaxis Familiar.

## Patente de Google
El equipo de Engadget descubrió que Google archivó una patente en julio de 2011 que permitía a los usuarios de las gafas de Google utilizar el corazón con las manos delante de cualquier objeto para que estas reconocieran dicho objeto automáticamente, hiciera una foto y se enviase a las redes sociales como un «Me gusta».